# Francesco Ricci
Pour les articles homonymes, voir Ricci.
Francesco Ricci, né le 1er février 1679 à Rome, alors capitale des États pontificaux et mort dans la même ville le 8 janvier 1755, est un cardinal italien du XVIIIe siècle.

## Biographie
Francesco Ricci exerce diverses fonctions au sein de la Curie romaine, notamment trésorier général, gouverneur de Rome et vice-camerlingue du Sacré Collège.
Le pape Benoît XIV le crée cardinal lors du consistoire du 9 septembre 1743.